# Análisis sintáctico (lingüística)
El análisis sintáctico es el análisis de las funciones sintácticas o relaciones de concordancia y jerarquía que guardan las palabras cuando se agrupan entre sí en forma de sintagmas, oraciones simples y oraciones compuestas de proposiciones. Como no está muchas veces claro el límite entre la sintaxis y la morfología a estos respectos, especialmente según el tipo de lengua de que se trate, también se suele denominar análisis morfosintáctico, aunque esta denominación se suele reservar también para un análisis más profundo y detenido.
Su estudio es importante, ya que de un correcto análisis sintáctico depende a menudo la interpretación y comprensión de los textos, especialmente de los documentos problemáticos en legislación, política o tecnología (el llamado procesamiento de lenguajes naturales). Diversas corrientes de la lingüística han propuesto a su vez diversos métodos de análisis; el que se enseña en las escuelas es el de la gramática tradicional, algo influido por el Estructuralismo; también tienen sus partidarios los modelos del Generativismo o Gramática generativa y transformacional (con sus reformulaciones Rección y ligamiento y Programa minimalista), el modelo del Funcionalismo, el del Distribucionalismo, las Gramáticas de adjunción de árboles y tantos otros. En este artículo se esbozará el análisis sintáctico tal y como se aprende generalmente en la enseñanza media.

## Análisis sintáctico en lingüística

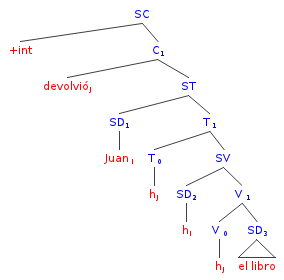
Análisis propuesto de una oración interrogativa (¿Devolvió Juan el libro?), que no puede ser descompuesta en sujeto+predicado yuxtapuestos, y que requiere reglas más complejas de Movimiento Qu- y huellas sintácticas.

En muchas aplicaciones prácticas y en la enseñanza escolar se asume acríticamente que dada una oración u expresión, el análisis sintáctico es un procedimiento determinista que mediante un conjunto fijo de reglas permite establecer y asignar una interpretación sintáctica a dicha oración. Sin embargo, la propia existencia de oraciones ambiguas refleja que no es posible establecer la estructura sintáctica sin aludir a factores de significado que son extrasintácticos. Además el análisis sintáctico dependerá de la escuela lingüística, el paradigma del investigador que lo use, etc. En realidad a un nivel avanzado no existe ninguna manera de decidir cuál es la estructura sintáctica idónea de muchas oraciones concretas (en especial algunas complejas). La propia discusión de si todos los sintagmas son o no endocéntricos o qué constituye un núcleo sintáctico son problemas abiertos.
En lingüística teórica el análisis sintáctico sirve para ver qué predicciones hace cada tipo de análisis sintáctico posible. Frecuentemente autores diferentes dan análisis diferentes, con el fin de explicar diferentes aspectos y hacer conjeturas sobre la estructura de las lenguas. Hoy por hoy muchos aspectos del análisis sintáctico son problemas abiertos sobre los que son posibles diferentes análisis sintácticos y para los que se pueden conjeturar estructuras sintácticas diferentes igualmente compatibles con los hechos. Sobre la base de su mejor o peor adecuación a los datos una lengua y qué predicciones de gramaticalidad hace cada teoría o tipo de análisis se considera que un determinado análisis es más útil, pero en el fondo todos estos análisis son modelos cuyo uso estará o no justificado en función de la investigación, pero la propia idea de que existe un modelo sintáctico totalmente satisfactorio y que mediante la aplicación de un conjunto de reglas deterministas puede descubrirse qué estructura sintáctica tiene cualquier oración ha sido definitivamente desechada en lingüística teórica.

## Análisis sintáctico escolar
El análisis sintáctico escolar forma parte de un intento didáctico de enseñar gramática y mejorar el conocimiento metalingüístico de una lengua en los estudiantes de las enseñanzas elementales mediante un análisis basado en la gramática tradicional al margen de la investigación lingüística que se desarrolla en niveles especializados y superiores de instrucción para iniciar al estudiante que no pretenda hacer estudios más avanzados de ella.
Se emplean, pues, algunos criterios pedagógicos que orienten al profesor y al alumno para que no cometan errores y puedan realizar correctamente los análisis en los exámenes que el alumno debe superar y a la gente normal para que interprete correctamente el sentido de los textos (legales o de cualquier tipo).
La experiencia demuestra que, en los niveles más primitivos y fundamentales de instrucción básica, los alumnos se encuentran más cómodos analizando a partir de unidades pequeñas (palabras), para agruparlas luego en más grandes ("sintagmas", también llamados ahora más didácticamente "grupos" por la Nueva gramática de la Real Academia Española (2011) e ir jerarquizándolos -"enganchándolos"- como complementos de otras palabras o sintagmas, para finalmente ascender al sintagma nominal en función de sujeto y al sintagma verbal en función de predicado. Esto hace que los puedan delimitar más correctamente; si se hace en la forma inversa, (desde el SN / sujeto y SV / Pred. a sus distintos componentes internos) suelen tener más problemas al segmentar y ordenar las jerarquías de componentes.
Asimismo, los alumnos suelen tener problemas a la hora de distinguir entre complementos del sustantivo y complementos del verbo y también suelen confundir función sintáctica y significado. Por ejemplo, les cuesta trabajo entender que un complemento que indique lugar por significado sea CN (complemento preposicional del nombre) de función sintáctica y no CC de lugar, porque confunden los complementos propios del verbo con los propios del sustantivo, y "significado" con "función sintáctica". Por ejemplo, en "la chimenea de mi casa está atascada" identificarán "de mi casa" como complemento circunstancial de lugar, cuando en realidad no es complemento de verbo, sino de sustantivo, más en concreto CN o complemento preposicional del nombre. En línea con este tipo de errores confundirán fácilmente además el CN con el CRég y viceversa.
Otro género de errores nace de no haber buscado y delimitado bien en primer lugar el SN sujeto haciendo la prueba de la concordancia: prefieren preguntar "quién" al verbo (prueba que falla muy a menudo) en vez de cambiar de número al verbo. Tampoco se preguntan por los argumentos (o complementos argumentales) que reclama el significado de un verbo ni pronominalizan. Son reacios a efectuar la transformación pasiva, porque a menudo no la comprenden bien, ni tienen criterios claros para diferenciar entre Complemento de régimen o Regido (Crég.) y Complemento circunstancial (CC.), entre subordinadas sustantivas introducidas por la conjunción "que" de las subordinadas adjetivas introducidas por el pronombre relativo "que", los usos pronominales y morfemáticos de "se", cuándo hay perífrasis verbal y cuándo no, las oraciones de infinitivo, gerundio y participio, las diferencias entre personal, no personal e impersonal, etcétera. 
No obstante, a continuación se dan algunas pautas generales para el análisis sintáctico escolar de oraciones afirmativas relativamente simples que puede ayudar a los estudiantes de nivel superior o bachillerato a comprender algunas relaciones abstractas entre partes de la oración.

### Primera fase
Para proceder en lo sucesivo con corrección metodológica, es preciso determinar si el texto que hay que analizar es oración simple u oración compuesta. Es oración simple si aparece un verbo (forma simple) o más (forma compuesta o de perífrasis verbal) que remitan a un único sustantivo; en cambio, si aparecen verbos que indiquen la acción de sujetos diferentes es oración compuesta.
- Si es oración simple
  - 1) Delimitar, separar y clasificar los constituyentes fundamentales de toda oración simple: el Sintagma nominal / Sujeto y el Sintagma verbal / Predicado. 
    - El Sintagma nominal / Sujeto se distingue porque, al menos en español, concuerda en número y persona con el verbo y es el soporte, asunto o tema del que el predicado es comentario; asimismo, su núcleo o palabra de superior jerarquía es un sustantivo, palabra sustantivada, pronombre o infinitivo
      - Puede estar presente o estar omitido o elíptico; en este segundo caso es preciso colocarlo entre corchetes.
      - Otras veces el sintagma nominal sujeto ausente puede no ser recuperable o ser tan indeterminado que es imposible precisarlo; en ese caso no se señala el sujeto y se clasifica la oración como oración impersonal.
      - Con frecuencia es difícil precisarlo porque se trata de un sintagma nominal muy extenso o una proposición subordinada sustantiva entera. En ese caso se recurre a la pronominalización o sustitución por un pronombre neutro ("eso", por ejemplo, plural "esas cosas") para realizar la prueba de concordancia: "Me disgusta que vengas tarde" = "Me disgusta eso / Me disgustan esas cosas". Luego "que vengas tarde" es el sujeto.
      - Después hay que determinar si se trata de sujeto agente, sujeto paciente o sujeto simple. Es agente (activo) si ejerce la acción del verbo, la controla o la preside; es paciente (pasivo) si sufre o padece la acción del verbo, pero no la ejerce, la preside, la controla ni la ejecuta. Los sujetos agentes son los sujetos de las oraciones predicativas activas; los sujetos pacientes, de las oraciones predicativas pasivas. Los sujetos de las oraciones atributivas no son ni agentes ni pacientes, sino sujetos a secas a los que califica su atributo
      - Los sujetos no siempre aparecen al principio de la oración: pueden estar incrustados dentro del predicado y se suelen posponer al verbo cuando no controlan la acción del verbo: "Sonó un disparo". "Explotó una bomba". "Me gustan los trenes"
      - El sujeto puede ser raramente un sintagma preposicional:Entre Luis y María lo hicieron todo" o ser sujeto inclusivo deshaciendo la concordancia en persona: "Los españoles somos así", pero siempre concordará el cien por cien de las veces en número con el verbo.

    - El Sintagma verbal / Predicado está siempre presente en toda oración simple. Se reconoce porque su núcleo o palabra de superior jerarquía o menos prescindible es un verbo y porque resulta ser un comentario o desarrollo del sujeto; el verbo concierta en número y persona con el sujeto, al menos en español. Existen tres tipos de predicado: el Predicado verbal, el Predicado nominal y el Predicado mixto. El verbo puede presentarse como una sola palabra, como formado por dos verbos de los cuales el primero es un auxiliar de la voz activa o la voz pasiva y el segundo un participio, o como una perífrasis verbal de dos verbos, en la cual el primero es un verbo auxiliar conjugado y el segundo es un verbo no conjugado (infinitivo, gerundio o participio) y funciona como núcleo, determinando los complementos que lleve la perífrasis.

  - 2) Observar, delimitar y clasificar otros elementos periféricos ajenos al Sintagma nominal/Sujeto y Sintagma verbal/Predicado (Sintagma nominal/Vocativos, interjecciones, marcadores del discurso, expresiones parentéticas...)

### Segunda fase
- - 3) Localizar
    - El núcleo del SN/Sujeto
    - El núcleo del SV/Predicado

  - 4) Delimitar, separar y clasificar los complementos que lleva cada núcleo del SN y del SV antes y después.
    - El núcleo del SN/Sujeto sólo puede llevar cuatro tipos de complementos o funciones sintácticas:
      - Actualizadores del tipo de los predeterminantes, artículos, posesivos, demostrativos, interrogativos o exclamativos en función de determinantes, o bien cuantificadores del tipo de los numerales (cardinales, ordinales, divisores, multiplicadores, distributivos) o de los extensivos en función de determinantes.
      - Adyacentes adjetivos o proposiciones subordinadas adjetivas en función de adyacente.
      - Aposiciones (SN, sustantivos propios o comunes, pronombres)
      - Sintagmas preposicionales en función de Complementos preposicionales del nombre o Complementos preposicionales del núcleo.

    - El núcleo del SV/Predicado sólo puede llevar ocho: Complemento directo o CD, Complemento indirecto o CI, Complemento circunstancial o CC, Complemento de régimen, Suplemento o CR, Atributo, Complemento predicativo o C. Pred., Complemento agente o C. Ag. y el Complemento argumental o Argumento. Estos complementos son de dos clases: los argumentales, exigidos por el mismo significado del verbo (Sujeto, CD, CI, C.Pred., Atributo, C. Ag., C. argumental) y adjuntos (CC). A la hora de analizarlos, deben buscarse por orden de frecuencia: en los verbos predicativos activos, Sujeto, CD, CI, CR, CC, C. Pred. C. Arg.; en los verbos copulativos, Atributo y todos los demás menos el CD, CR, Predicativo y C. Arg., que nunca pueden llevar. Si se trata de verbos semipredicativos, también llamados semicopulativos, se busca sobre todo el C. Pred.

  - 5) Clasificar la oración simple con arreglo a dos criterios:
    - a) Por su estructura interna (personales o no personales; unimebres o bimembres; predicativas, atributivas o semipredicativas; impersonales; reflexivas directas o indirectas, recíprocas directas o indirectas).
    - b) Por su modalidad o intención comunicativa pueden ser de seis tipos: enunciativas, con la Nueva gramática (2011) llamadas ahora declarativas; interrogativas (parciales o totales, directas o indirectas), expresivas, imperativas o exhortativas, dubitativas y desiderativas.

### Oraciones compuestas
Si hay más de dos verbos núcleos de predicados:
- - 1) Rodear los nexos (o signos de puntuación, en el caso de las oraciones yuxtapuestas) con un círculo y clasificar si son coordinantes o subordinantes; si es preciso, sustituirlos por otros nexos que aclaren más la relación sintáctica a efectos de clasificación.
  - 2) Subrayar los verbos; el número de nexos debe ser igual al número de proposiciones menos uno.
  - 3) Delimitar las proposiciones subrayándolas.
  - 4) Localizar la proposición principal (no posee nexo delante, su verbo se halla al principio o puede llevarse al principio, y es un verbo en forma conjugada).
  - 5) Numerar las proposiciones y clasificarlas con arreglo a tres criterios:
    - a) Por su relación con las demás proposiciones de su contexto (principales, coordinadas, subordinadas, yuxtapuestas y sus respectivos subtipos, etc.; para eso es importante tener clara la clasificación de los tipos de nexos y, si es preciso, sustituirlos por nexos más comunes que aclaran mejor el significado)
    - b) Por su estructura interna (personales o no personales; unimebres o bimembres; predicativas, atributivas o semipredicativas; impersonales; reflexivas directas o indirectas, recíprocas directas o indirectas).
    - c) Por su modalidad o intención comunicativa pueden ser de seis tipos: enunciativas, con la Nueva gramática (2011) llamadas ahora declarativas; interrogativas (parciales o totales, directas o indirectas), expresivas, imperativas o exhortativas, dubitativas y desiderativas.

  - 6) Analizarlas internamente como si fueran oraciones simples.
  - 7) Comentar los fenómenos lingüísticos interesantes que hayan aparecido en el análisis: leísmos, laísmos, loísmos, dequeísmos, concordancias anómalas etcétera.